# 棟方志功記念館
棟方志功記念館（むなかたしこうきねんかん）は青森県青森市松原にあった板画（版画）作家棟方志功の作品を展示した博物館。1975年（昭和50年）11月に開館し、2024年（令和6年）3月31日に閉館した。一般財団法人棟方志功記念館が運営していた。閉館となった後、作品は青森県との事業連携協定により青森県立美術館に移管された。

## 歴史

### 開館
棟方の文化勲章受章を記念し、その業績を永く伝えるため青森県・青森市をはじめ各方面の協力のもとに1975年11月開館した。
青森市が無償で財団に貸し出した市有地約2800平方メートルには、志功の遺志を踏まえてデザインされた日本庭園や、校倉造を模した鉄筋コンクリート2階建ての展示施設などが設けられた。校倉造を模した建物は、池泉回遊式の閑静な日本庭園と調和が取れた形となっている。
棟方作品を展示する施設としては国内最大規模だった。棟方志功の代表作｢釈迦十大弟子｣等の板画を展示した他、倭画、油画、書など多数の展示があり、特に初期の代表的作品の殆どを収蔵しているのが特徴であった。少数の作品をじっくり見てほしいという作家自身の意向により、展示室の広さは抑えてつくられているが、年4回程度作品の展示替えを行い、多岐にわたる作品群を展示していた。2012年（平成24年）7月には鎌倉市にあった棟方板画館と合併し、497作品1112点が移管された。これにより、所蔵作品数は一気に3倍以上の1900点余りに増え、国内最大の棟方コレクションを持つようになった。
2003年度には約6万7千人が来館した。

## 閉館
新型コロナウイルスの影響による入館者数減少と施設老朽化などにより、2023年度で閉館することが理事会と評議員会で了承された。
2024年（令和6年）3月31日に閉館。記念館には49年間で約195万人が訪問した。閉館後、収蔵品はすべて青森県立美術館が受け入れることとなった。
建物と庭園は自治体が活用を検討している。青森市では版画などの体験学習ができる施設として建物を活用する予定である。

## 周辺
正面道路（通称：棟方志功記念館通り）には平和公園、東奥学園高等学校、NHK青森放送局、青森市中央市民センター、青森市立堤小学校などの施設が立ち並んでいる。隣には青森市民図書館があったが、青森駅前の再開発でアウガに移転した。